# Rieux-Volvestre
Rieux-Volvestre (tot 2009: Rieux) is een gemeente in het Franse departement Haute-Garonne (regio Occitanie). De plaats maakt deel uit van het arrondissement Muret. Rieux-Volvestre telde op 1 januari 2022 2.625 inwoners.

## Geschiedenis
Van 1317 tot de Franse Revolutie was Rieux de zetel van een bisdom. De Cathédrale de la Nativité-de-Marie heeft haar status van kathedraal sinds 1801 definitief verloren, maar is nog steeds een bezienswaardigheid. 

## Geografie
De oppervlakte van Rieux-Volvestre bedroeg op 1 januari 2022 32,38 vierkante kilometer; de bevolkingsdichtheid was toen 81,1 inwoners per km².

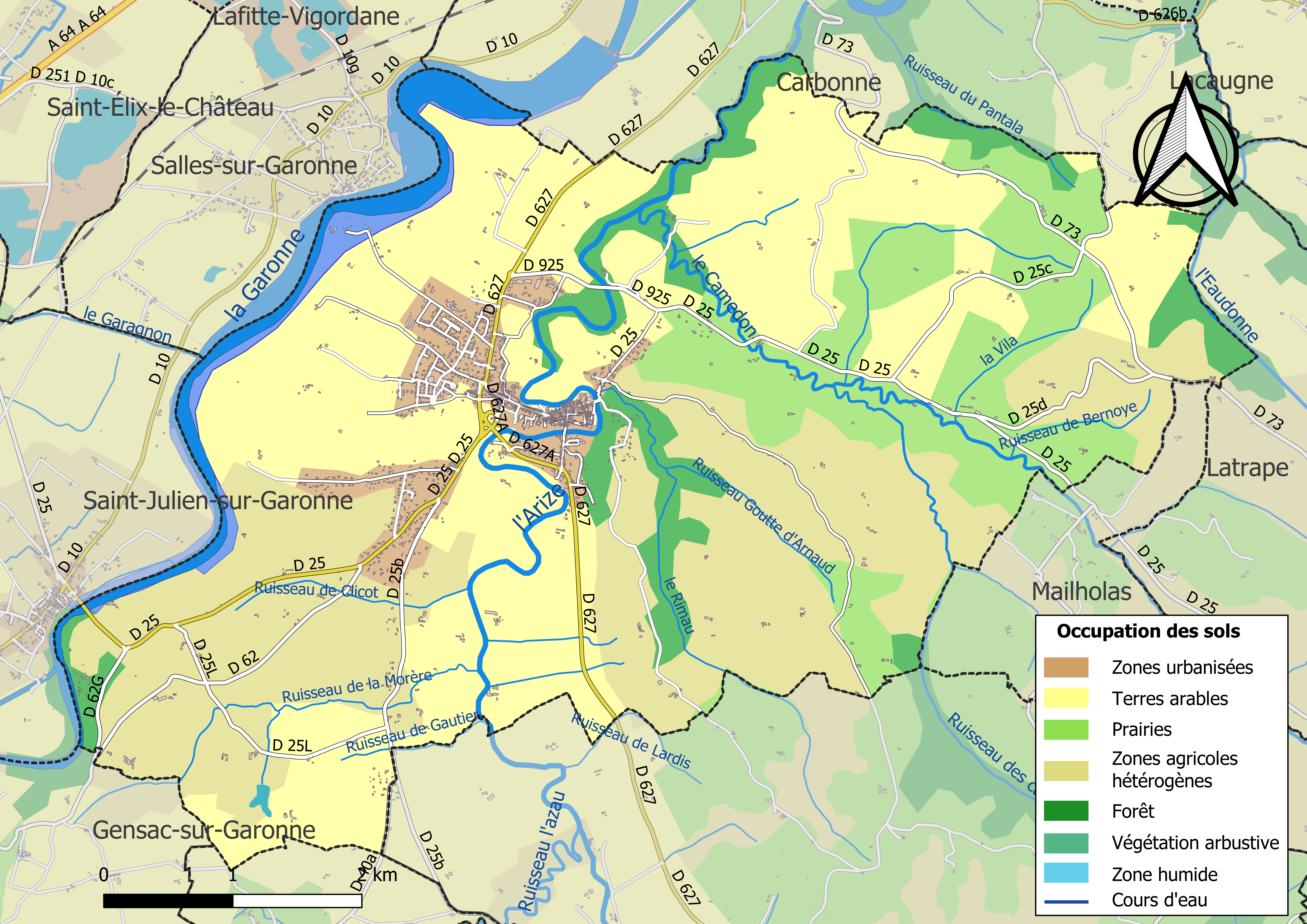
Kaart van de gemeente met belangrijkste infrastructuur, bodemgebruik en omliggende gemeenten

## Demografie
De figuur toont het verloop van het inwonertal (bron: INSEE-tellingen).